# دل نادان من
دل نادان من (به انگلیسی: My Foolish Heart) فیلمی ۹۸ دقیقه‌ای به کارگردانی مارک رابسن با بازی دانا اندروز است.